# William Smith (tirador)
William Alfred Smith (Ottawa, Ontario, 11 de maig de 1877 – Ottawa, 12 de març de 1953) va ser un tirador canadenc que va competir a començaments del segle xx.
El 1908 va prendre part en els Jocs Olímpics de Londres, on guanyà una medalla de bronze en la prova de rifle militar per equips.